# Chai-Yo
Chai-Yo son las mascotas oficiales de los Juegos Asiáticos de 1998, que se celebraron en Bangkok en diciembre de 1998.